# Zopfiaceae
Famille
Les Zopfiaceae sont une famille de champignons de l'ordre des Pleosporales.

## Systématique
Le nom correct complet (avec auteur) de ce taxon est Zopfiaceae G. Arnaud ex D. Hawksw., 1992. Le nom a été initialement publié en 1913 de manière invalide par le mycologue français Gabriel Arnaud (d), avant d'être validement republié en 1992 par le Britannique David Leslie Hawksworth (d). Zopfia Rabenh., 1874 est le genre type.

## Liste des genres
Selon MycoBank (16 novembre 2023) :
- Celtidia J.D. Janse, 1897
- Coronopapilla Kohlm. & Volkm.-Kohlm., 1990
- Didymocrea Kowalski, 1965
- Pontoporeia Kohlm., 1963
- Rechingeriella Petr., 1940
- Richonia Boud., 1885
- Unamunoa Urries, 1942
- Zopfia Rabenh., 1874
- Zopfiofoveola D. Hawksw., 1979